# Regeringen H.C. Hansen II
Regeringen H.C. Hansen II var Danmarks regering 28. maj 1957 – 21. februar 1960. Den daglige betegnelse for regeringen blev hurtigt trekantsregeringen, men aviserne Ekstra Bladet og Dagens Nyheder lancerede allerede ved regeringsdannelsen betegnelsen ABE-regeringen pga. de tre partiers bogstaver på stemmesedlen.
Ændringer: 8. oktober 1958, 19. februar 1960.

Regeringen bestod af følgende ministre fra Socialdemokratiet, Det Radikale Venstre og Danmarks Retsforbund: